# Escolàpies de Sabadell
Les Escolàpies Sabadell va ser fundada per Paula Montal l'any 1846. Paula Montal i Fornés nascuda a Arenys de Mar en 1799, on viu la discriminació educativa que patia la dona en aquella època. Com a resposta, funda Escolàpies per a nenes, en especial les de classe humil, amb un ampli programa educatiu, superant el legislat per l'Estat.
Segueix el camí de Josep de Calassanç "Pietat i lletres", viure íntegrament la Fe i la Cultura.
Quan ella mor, el 26 de febrer de 1889, la Congregació es feia extensiva a Catalunya, València, Balears, Madrid, Andalusia i Saragossa.
Amb el pas dels anys, l'escola Escolàpies Sabadell va permetre l'accés indistintament a nois i noies per oferir una educació religiosa a l'abast de tothom. Impartint educació a: Infantil, primària i secundària (ESO) en un centre concertat d'una sola línia. Promovent tant l'aprenentatge dels alumnes con l'educació en els valors cristians.

## Edifici de l'escola
El Col·legi de les Mares Escolàpies està format per l'església, l'habitatge i les aules. En l'edifici escolar s'ha utilitzat un llenguatge amb recursos classicistes. La façana presenta dues parts clarament diferenciades, la planta baixa i els pisos superiors.
La planta baixa està separada per una cornisa amb motllures que reforça l'horitzontalitat d'aquesta zona i que presenta blocs de pedra en la composició del mur. L'organització de la mateixa és asimètrica, destacant la decoració del brancal i la llinda de la porta i la finestra.
Els pisos superiors estan tractats, a efectes decoratius, com un altre bloc independent, dues pilastres laterals li confereixen òpticament, un sentit de verticalitat i lleugeresa que contrasta l'horitzontalitat i la càrrega decorativa de la planta baixa. L'acabament de la façana utilitza les motllures en gradació, element emprat també al ràfec i ampit de les finestres.

## Història
L'any 1846 Paula Montal Fornés (1799-1899) fundà, a la ciutat de Sabadell, l'Institut de les Filles de Maria (Mares Escolàpies) dedicades al ministeri de l'ensenyament, vivint en comunitat. La primera residència de les religioses fou a la Rambla, tot seguit es traslladaren al carrer Sant Antoni número 29, on s'obriren les escoles el 24 d'octubre de 1846. El 23 de gener de 1848 l'Ajuntament de Sabadell concedí una subvenció municipal a les Mares Escolàpies. L'any 1850 es traslladaren a la casa comprada per D. Codina al carrer Sant Josep, per tal d'acollir-les.